# Interstate H-3
Interstate H-3 (afgekort H-3, ook wel John A. Burns Freeway genoemd) is een Interstate Highway op het eiland Oahu (Hawaï) in de Verenigde Staten.

## Externe link

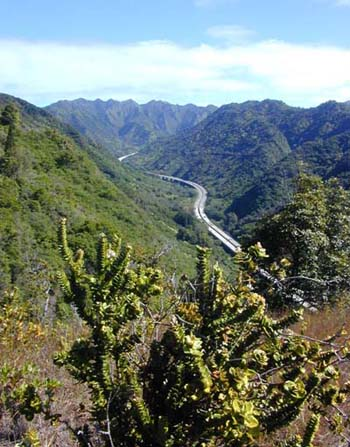
Interstate H-3 in Halawa Valley